# In Extremis
In Extremis – szósty album studyjny polskiej grupy muzycznej Azarath.

## Lista utworów
1. The Triumph Of Ascending Majesty - 5:00
2. Let My Blood Become His Flesh - 3:21
3. Annihilation (Smite All The Illusions) - 3:25
4. The Slain God - 4:44
5. At The Gates Of Understanding - 4:12
6. Parasu Blade - 3:44
7. Sign Of Apophis - 3:02
8. Into The Nameless Night - 4:46
9. Venomous Tears (Mourn Of The Unholy Mother) - 2:58
10. Death - 4:17